# Barrio 26 de Julio
26 de Julio es uno de los sectores que forman la ciudad de Cabimas en el estado Zulia (Venezuela), pertenece a la parroquia San Benito.

## Ubicación
Se encuentra entre los sectores  19 de Abril y  Sucre al norte (carretera H),  Bella Vista al este (Av 34), Nueva Cabimas al sur (carretera J) y  23 de Enero y 1.º de Mayo al oeste (av 32) .

## Zona Residencial
Según las fotografías aéreas de 1968, 26 de julio creció alrededor de un pozo petrolero y sus oleoductos, hasta alcanzar el cementerio de los Laureles. Su núcleo comercial está en la Av 32 que con almacenes y empresas va rumbo a convertirse en el nuevo núcleo comercial de Cabimas.

## Vialidad y Transporte
Algunas de sus calles entre la 33 y 34 convergen en lo que fue un importante pozo productor siguiendo la ruta de los oleoductos que salían de él. Otras cruzan desde la 32 a la 34 o llegan hasta el cementerio, son calles estrechas y curvas.
La línea H y Cabillas pasa por la carretera H, la línea 32 pasa por la Av 32, la línea Nueva Rosa de la Nueva Cabimas pasa por la carretera J.